# Krasnobród
Krasnobród is een stad in het Poolse woiwodschap Lublin, gelegen in de powiat Zamojski. De oppervlakte bedraagt 6,99 km², het inwonertal 3032 (2005).

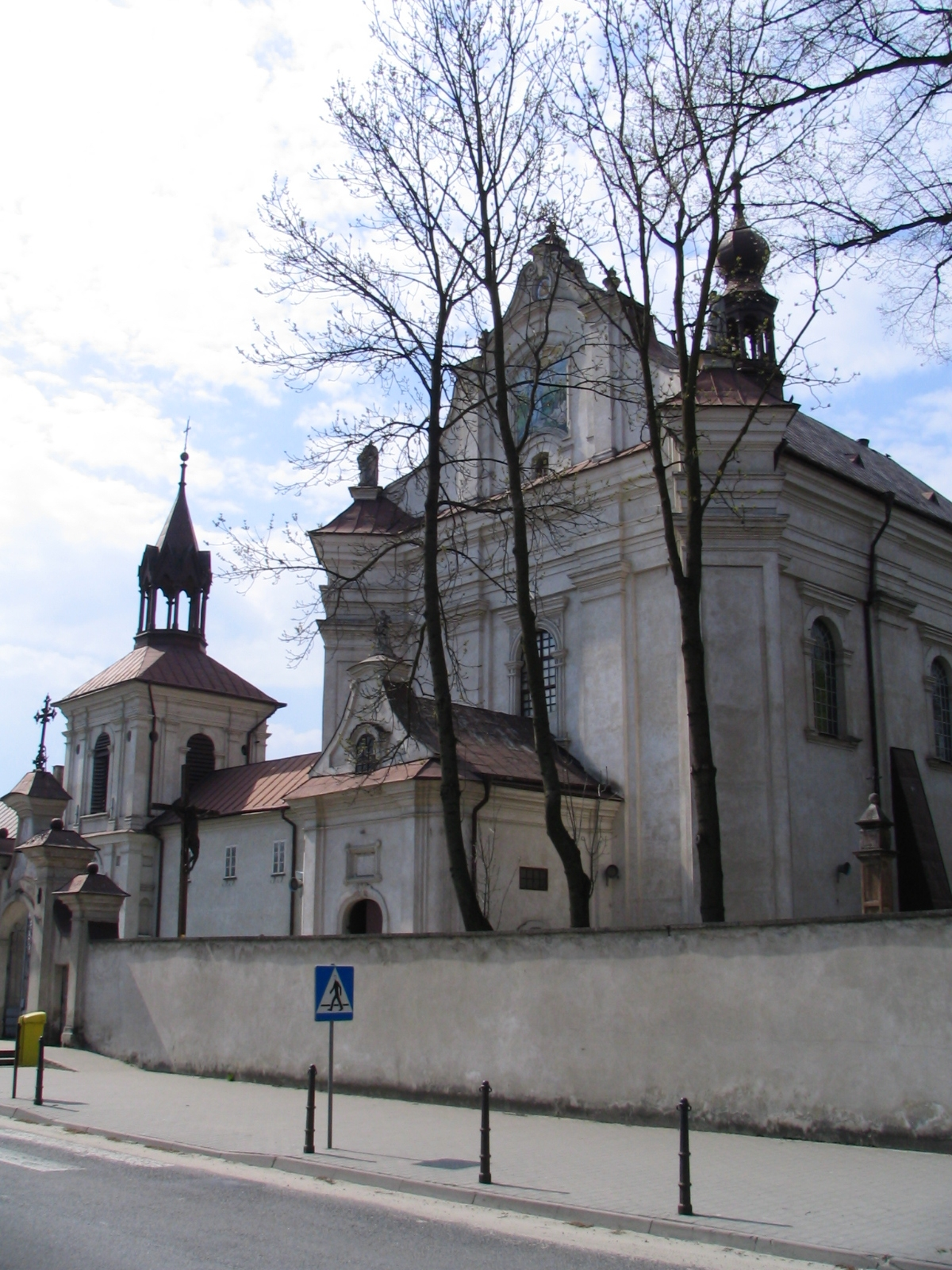